# Straßenbahn Barcelona

Streckenkarte der beiden Straßenbahnnetze, Stand vor der Verlängerung nach Verdaguer

In Barcelona gibt es zwei regelspurige Straßenbahnnetze, die bisher noch nicht verbunden sind: Trambaix und Trambesòs. Eine Verbindung entlang der Avinguda Diagonal (Verdaguer – Plaça Francesc Macià) ist bereits vorgesehen und in Planung. Ein Teilstück der Netzverbindung ist seit 2024 bereits in Betrieb. Die Linien sind nach den Endzielen der Strecken benannt, Trambaix nach der Comarca Baix Llobregat, Trambesòs nach Sant Adrià de Besòs. Zum Einsatz kommen Niederflurgelenkwagen vom Typ Alstom Citadis 302. In beiden Teilnetzen werden ausschließlich Zweirichtungswagen eingesetzt, Wendeschleifen sind deshalb nicht vorhanden, die Züge kehren durch Fahrtrichtungswechsel. Der Betreiber beider Straßenbahnnetze ist die Tramvia Metropolità S.A. (kurz: Tram) ein katalanisch-französisches Firmenkonsortium unter Führung von Alstom.
Daneben existiert noch eine kurze Touristenlinie, die Tramvia Blau.

## Trambaix
Trambaix ist ein regelspuriges Straßenbahnnetz, das Barcelona mit den westlich gelegenen Vororten in der Comarca Baix Llobregat verbindet. Es wurde am 5. April 2004 eröffnet und besteht aus drei verschiedenen Linien (T1, T2 und T3).

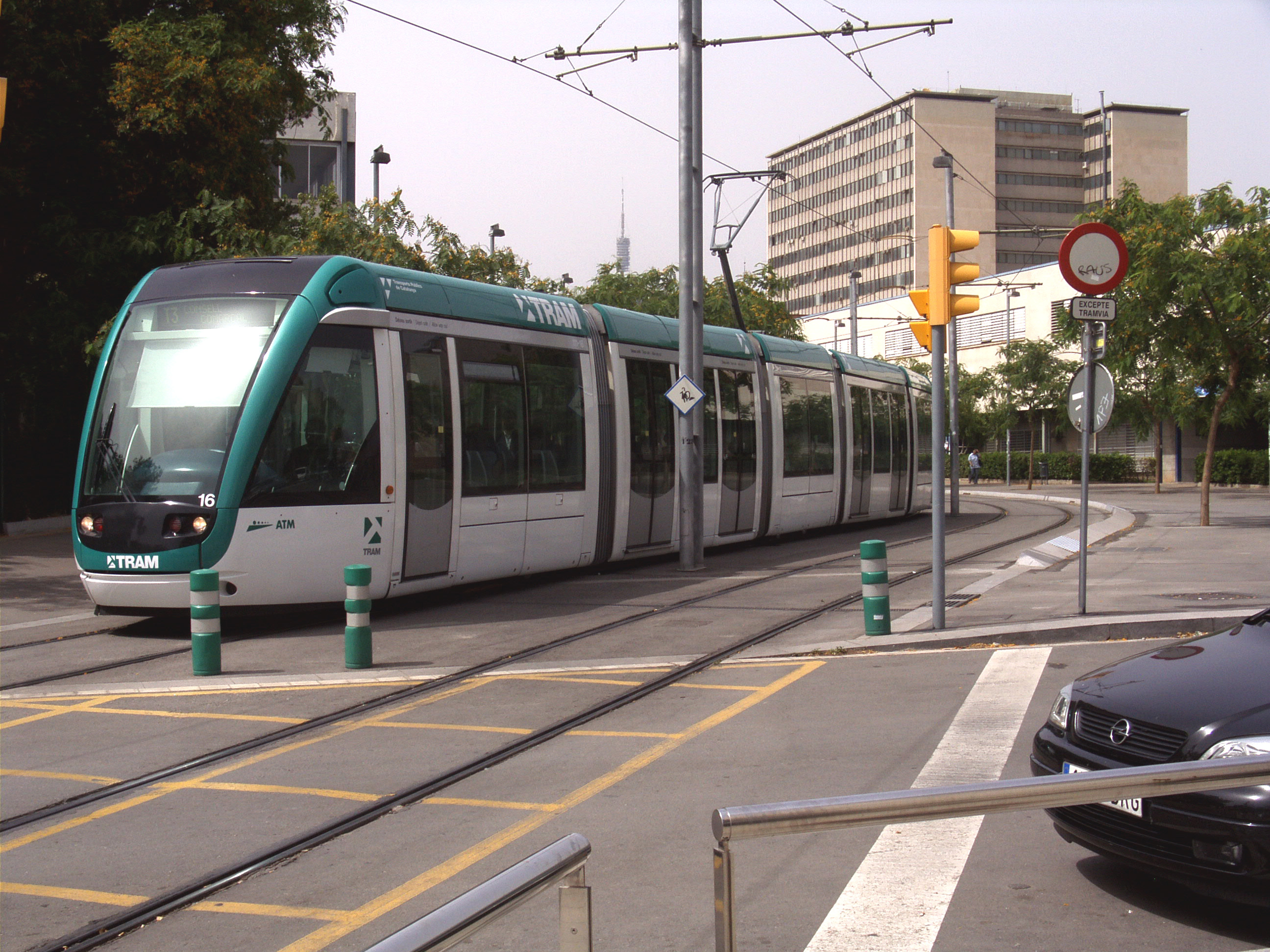
Linie T3 an der Zona Universitària

Das Netz ist insgesamt 14 km lang. Ihr gemeinsamer östlicher Endpunkt befindet sich an der Plaça Francesc Macià. Hier besteht ein Inselbahnsteig mit zwei Kopfgleisen und einem anschließenden Weichentrapez. Die drei Linien benutzen zunächst einen gemeinsamen Abschnitt entlang der Avinguda Diagonal und durch L’Hospitalet de Llobregat bis nach Esplugues de Llobregat, wo sich die Strecke verzweigt. Anschließend werden die Vororte Cornellà de Llobregat, Sant Joan Despí und Sant Just Desvern bedient. Die Haltestelle am Bahnhof Cornellà befindet sich in einem kurzen Tunnel unter den Eisenbahngleisen. Die Strecke der Linien T1 und T2 bildet in Cornellà de Llobregat und Sant Joan Despí eine große Wendeschleife, die zehn Haltestellen enthält. Sie wird jedoch nicht vollständig durchfahren, die Züge wenden innerhalb dieser Umfahrung und kehren auf demselben Weg zum Ausgangspunkt zurück. Der Bogen an der Einmündung zwischen dem Endpunkt Llevant-Les Planes und der Avinguda del Baix Llobregat ist eine Betriebsstrecke. Innerhalb dieser Schleife an der Carrer de Sant Joan Despí liegt der Betriebshof des Teilnetzes.
Die Strecken sind größtenteils zweigleisig, eingleisig mit Kreuzungshaltestellen sind die Abschnitte Bon Viatge – Llevant-Les Planes der Linie T2 und Montesa – Rambla de Sant Just im Zug der Linie T3.

### Linie T1
Francesc Macià – L’Illa – Numància – Maria Cristina (Metrolinie L3) – Pius XII – Palau Reial (Metrolinie L3) – Zona Universitària (Metrolinien L3, L9) – Avinguda de Xile – Ernest Lluch (Metrolinie L5) – Can Rigal – Ca n’Oliveres – Can Clota – Pont d’Esplugues – La Sardana – Montesa – El Pedró – Ignasi Iglésias – Cornellà Centre (Metrolinie L5) – Les Aigües – Fontsanta i Fatjó – Bon Viatge

### Linie T2
Francesc Macià – L’Illa – Numància – Maria Cristina (Metrolinie L3) – Pius XII – Palau Reial (Metrolinie L3) – Zona Universitària (Metrolinien L3, L9) – Avinguda de Xile – Ernest Lluch (Metrolinie L5) – Can Rigal – Ca n’Oliveres – Can Clota – Pont d’Esplugues – La Sardana – Montesa – El Pedró – Ignasi Iglésias – Cornellà Centre (Metrolinie L5) – Les Aigües – Fontsanta i Fatjó – Bon Viatge – La Fontsanta – Centre Miquel Martí i Pol – Llevant-Les Planes

### Linie T3
Francesc Macià – L’Illa – Numància – Maria Cristina (Metrolinie L3) – Pius XII – Palau Reial (Metrolinie L3) – Zona Universitària (Metrolinien L3, L9) – Avinguda de Xile – Ernest Lluch (Metrolinie L5) – Can Rigal – Ca n’Oliveres – Can Clota – Pont d’Esplugues – La Sardana – Montesa – Hospital Sant Joan Despí TV3 – Rambla de Sant Just – Walden – Torreblanca – Sant Feliu Consell Camarcal

## Trambesòs
Trambesòs ist das regelspurige Straßenbahnnetz im Osten von Barcelona. Am 8. Mai 2004 wurde zunächst der Abschnitt Glòries – Selva de Mar – Estació de Sant Adrià eröffnet. Am 14. Juli 2004 erfolgte die Verlängerung dieser Strecke von Glòries nach Ciutadella. Der Netzausbau setzte sich schließlich 2006 bis 2008 mit den Abschnitten Glòries – Besòs (14. Oktober 2006), Besòs – Sant Joan Baptista (6. Mai 2007), Sant Joan Baptista – Gorg (8. September 2007) sowie Parc del Besòs – Central Tèrmica del Besòs (15. Juni 2008) fort. Am 10. November 2024 folgte schließlich die Strecke Glòries – Verdaguer als erster Abschnitt der Verbindung mit dem Trambaix-Netz. Auf diesem Streckennetz werden die drei Linien T4 bis T6 betrieben, deren Verlauf im Folgenden genannt ist.

### Linie T4

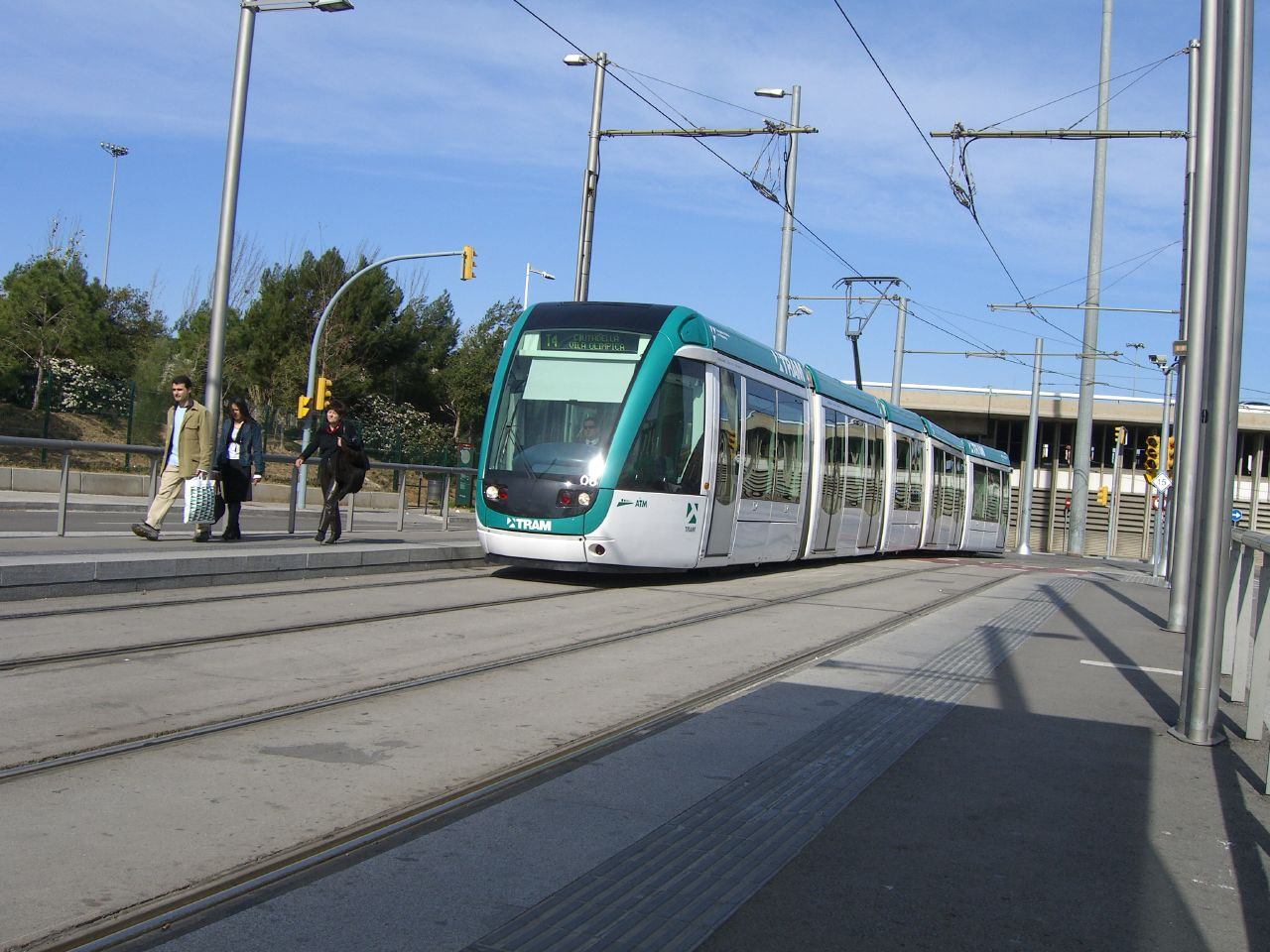
Linie T4

Verdaguer (Metrolinien L4, L5) – Sicilia – Monumental (Metrolinie L2) – Glòries (Metrolinie L1) – Ca l’Aranyó – Pere IV – Fluvià – Selva de Mar (Metrolinie L4) – El Maresme – Fòrum – Campus Diagonal Besòs – Port Fòrum – Estació de Sant Adrià (Rodalies-Linie R1)

### Linie T5
Ciutadella Vila Olímpica (Metrolinie L4) – Wellington – Marina (Metrolinie L1) – Auditori Teatre Nacional – Glòries (Metrolinie L1) – Can Jaumandreu – Espronceda – Sant Martí de Provençals – Besòs (Metrolinie L4) – Alfons el Magnànim – Parc del Besòs – La Catalana – Sant Joan Baptista – Encants de Sant Andrià – Sant Roc (Metrolinie L2) – Gorg (Metrolinien L2, L10)

### Linie T6
Ciutadella Vila Olímpica (Metrolinie L4) – Wellington – Marina (Metrolinie L1) – Auditori Teatre Nacional – Glòries (Metrolinie L1) – Can Jaumandreu – Espronceda – Sant Martí de Provençals – Besòs (Metrolinie L4) – Alfons el Magnànim  – Parc del Besòs – La Mina – Port Fòrum – Estació de Sant Adrià  (Rodalies-Linie R1)

## Tramvia Blau

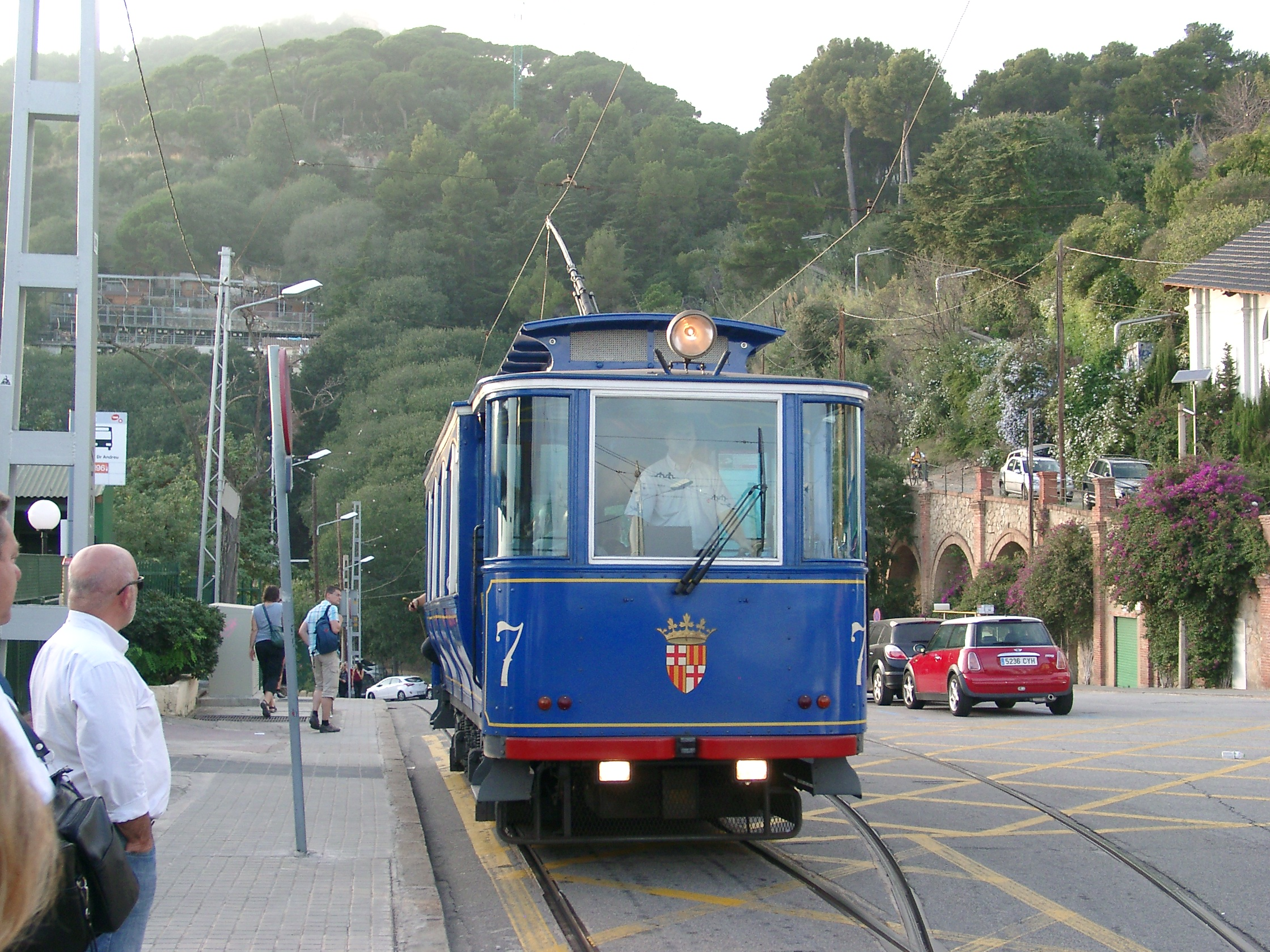
Tramvia Blau Wagen 7

Die Tramvia Blau (katalanisch für „blaue Straßenbahn“) ist eine regelspurige Touristenstraßenbahn, die den Endbahnhof der Metrolinie L7 („Avinguda Tibidabo“) an der Plaça Kennedy mit der Talstation der Standseilbahn auf den Tibidabo, dem Hausberg Barcelonas, verbindet. Sie wurde am 29. Oktober 1901 zusammen mit der Standseilbahn (Funicular de Tibidabo) als Zubringer zum Vergnügungspark auf dem Tibidabo erbaut und verkehrt bis heute mit den blau lackierten Originalfahrzeugen aus dem Eröffnungsjahr. Die Höchstgeschwindigkeit der alten Wagen beträgt 13 km/h bergauf und 9,5 km/h bergab, die Wagen fassen maximal 24 Fahrgäste. Die nur knapp 1,3 km lange Strecke führt durch ein elegantes Villenviertel und überwindet knapp 90 Höhenmeter.
Die Bahn war ursprünglich Privateigentum und gehörte wie die Standseilbahn zum Vergnügungspark auf dem Tibidabo. 1989 wurde die Bahn vom städtischen Verkehrsbetrieb TMB (Transports Metropolitans de Barcelona) übernommen, der auch die städtischen Buslinien und einen Teil der Metrolinien betreibt.
Die Tramvia Blau ist heute eine reine Touristenlinie. Sie verkehrt üblicherweise nur an Wochenenden von 10 bis 18 Uhr. Lediglich in der Hauptferienzeit, in der Osterwoche und von Ende Juni bis Mitte September findet auch unter der Woche Fahrbetrieb statt, im Sommer bis 20 Uhr. Normale Fahrscheine des Verkehrsverbundes („sistema tarifari integrat/sistema tarifario integrado“) sind nicht gültig, es müssen spezielle Fahrkarten beim Schaffner erworben werden. Für den normalen Verkehr gibt es parallele Buslinien.
Derzeit ist die kleine Trambahn wegen technischer Maßnahmen an der Infrastruktur bis auf weiteres geschlossen. Bodenmarkierungen an der Endstation (Parkplätze am Gleis) lassen keine (baldige) Wiederinbetriebnahme erwarten.
Auf politischer Ebene wird erwogen, die Tramvia Blau und die anschließende Standseilbahn durch eine leistungsfähigere, durchgehende Zahnradbahnstrecke von der Plaça Kennedy auf den Tibidabo zu ergänzen.

## Geschichte der Straßenbahn in Barcelona

### Erstes Netz 1872–1971

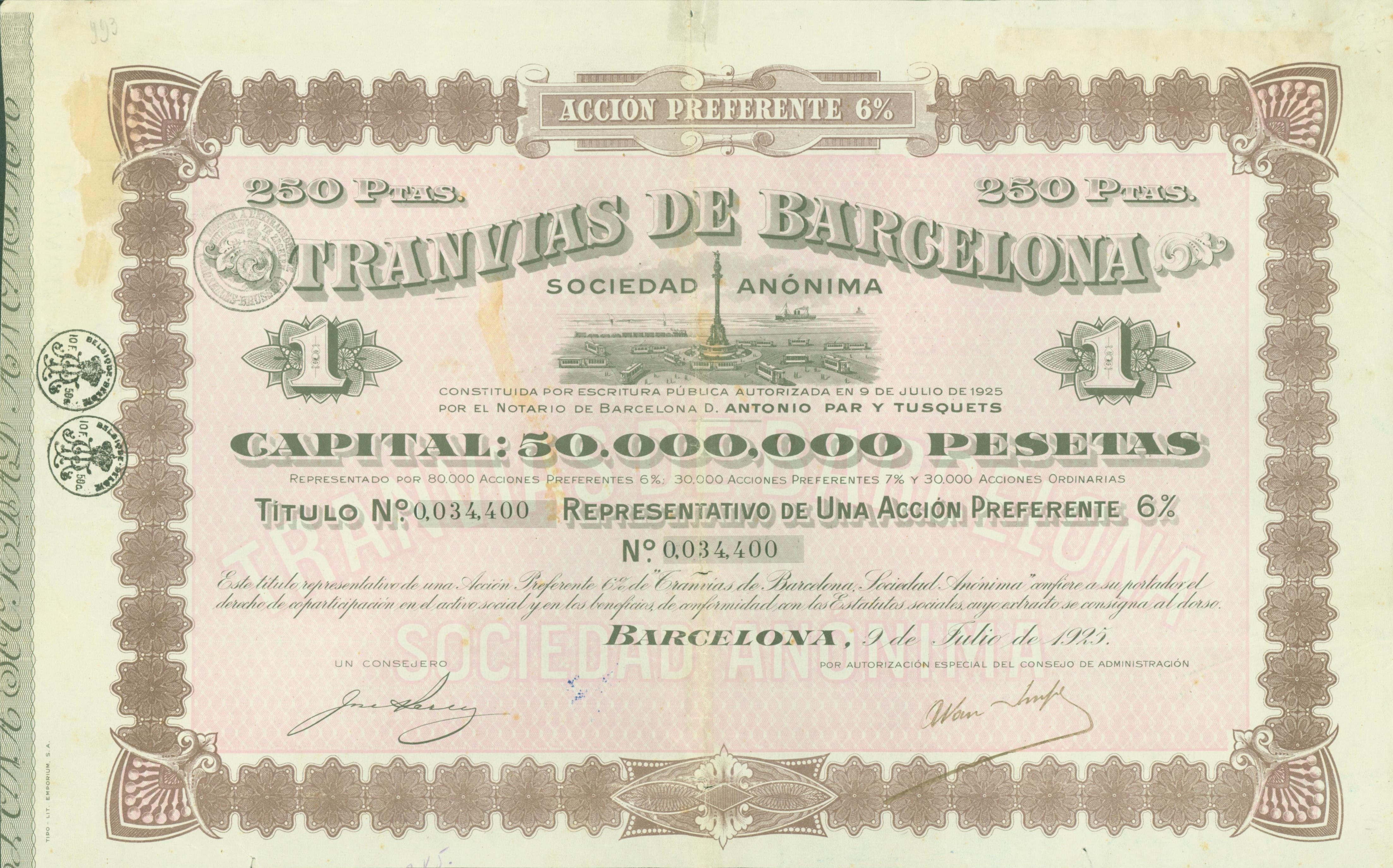
Vorzugsaktie der Tranvías de Barcelona vom 9. Juli 1925

Am 27. Juni 1872 wurde die erste Pferdestraßenbahn in Barcelona eröffnet. Am 1. März 1877 ging mit der Linie nach Sant Andreu de Palomar die erste Dampfstraßenbahn in Betrieb. Da die sich gegenseitig konkurrierenden privaten Straßenbahngesellschaften keine einheitliche Spurweite verwendeten, entstand ein gemischtes Netz aus regel- und meterspurigen Strecken.
Ende 1899 wurde die erste Linie auf elektrischen Betrieb umgestellt. Bis 1907 waren sämtliche Linien elektrifiziert. 1911 schlossen sich die meisten Gesellschaften (mit Ausnahme der Tramvia Blau und der FC. de Sarrià a Barcelona) zur Tramways de Barcelona zusammen (ab 1925 Tranvías de Barcelona (TB)). Ab 1922 entstand der Straßenbahn Konkurrenz durch die erste Omnibuslinie, 1924 ging die erste Metrolinie in Betrieb. Am 7. Juni 1926 wurde der berühmte Architekt Antoni Gaudí auf der Gran Via von einem Straßenbahnzug der Linie 30 angefahren und starb drei Tage später an seinen schweren Verletzungen.
Im Spanischen Bürgerkrieg (1936–1939) wurde die Straßenbahn stark in Mitleidenschaft gezogen, insbesondere die Bombardierung der Stadt im Jahr 1938 richtete schwere Schäden bei Fahrzeugen und Infrastruktur an. Die Überwindung der Kriegsfolgen dauerte bis weit in die 1950er Jahre hinein; mehrere Linien durch enge Straßen im Stadtzentrum wurden nicht wieder hergerichtet, sondern durch Buslinien ersetzt.
1957 übernahm die Stadt die bis dahin private Straßenbahngesellschaft. In den 1960er Jahren baute Barcelona konsequent die Metro aus und ersetzte damit und durch Buslinien die Straßenbahn schrittweise. 1965 wurde die letzte Meterspurlinie eingestellt. Am 18. März 1971 wurden die letzten beiden Straßenbahnlinien 49 und 51 stillgelegt. Lediglich die kurze, private Tramvia Blau blieb als Touristenattraktion bestehen.

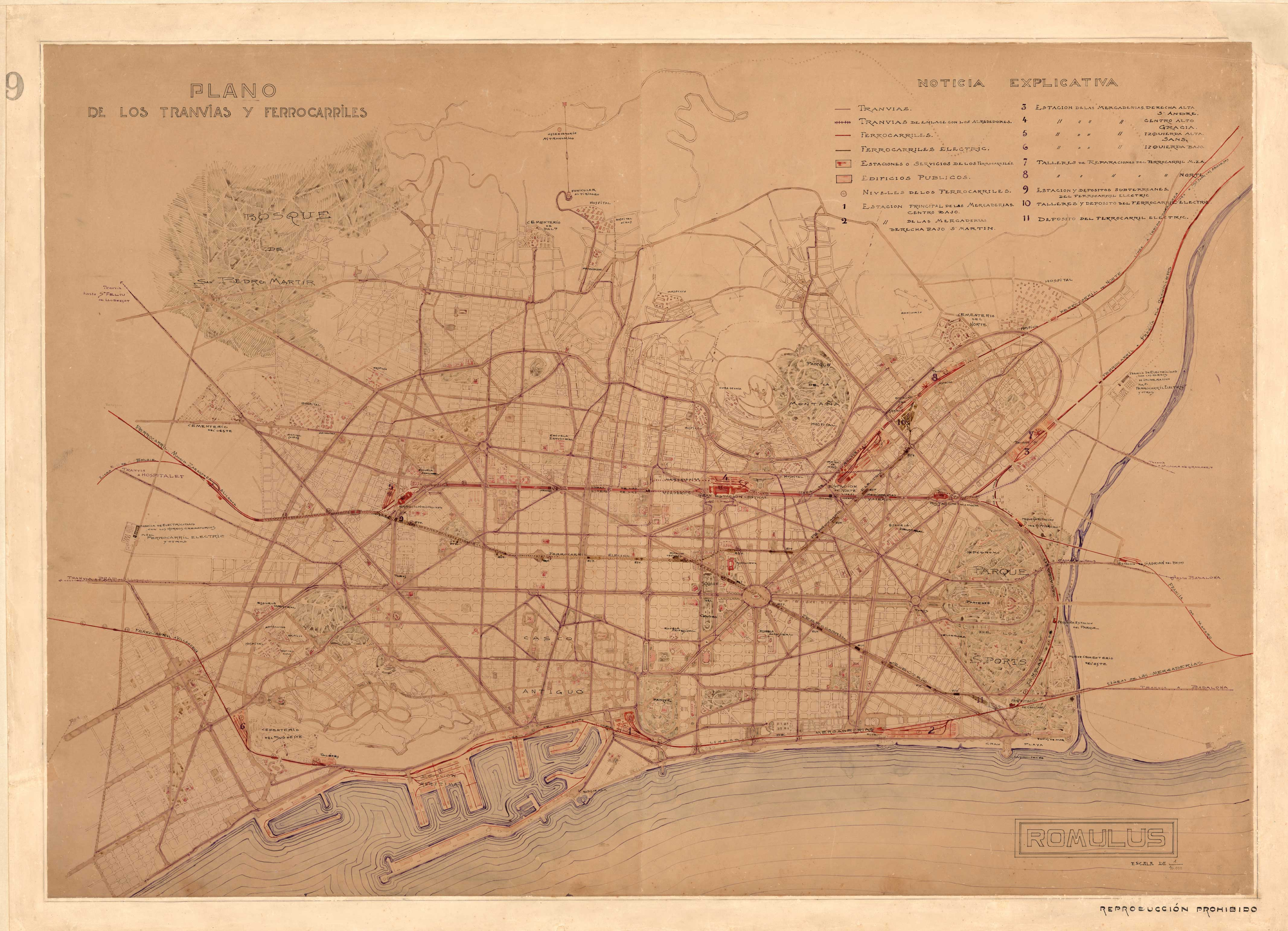
Plan zur Erweiterung der Alleen und zur Verbesserung der Straßenbahnen (um 1907)
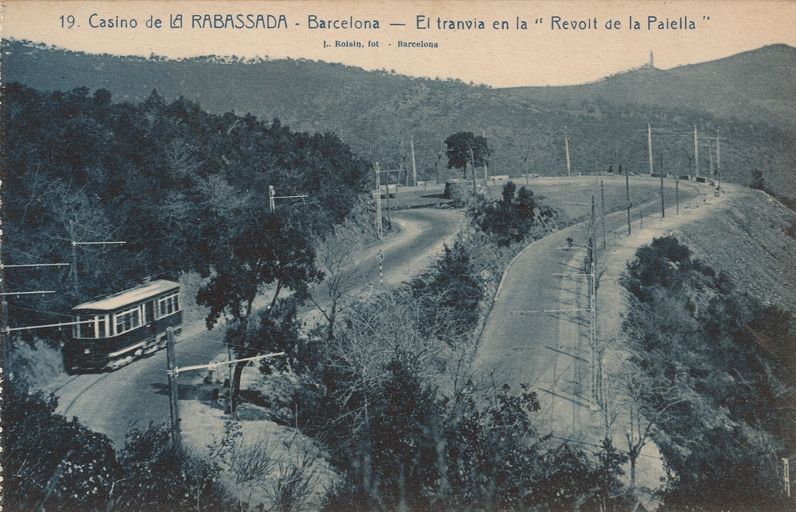
Straßenbahn fährt bis zum Casino de la Rabassada auf der Carretera de la Rabassada an der Paella-Kurve (Curva de la Paella)
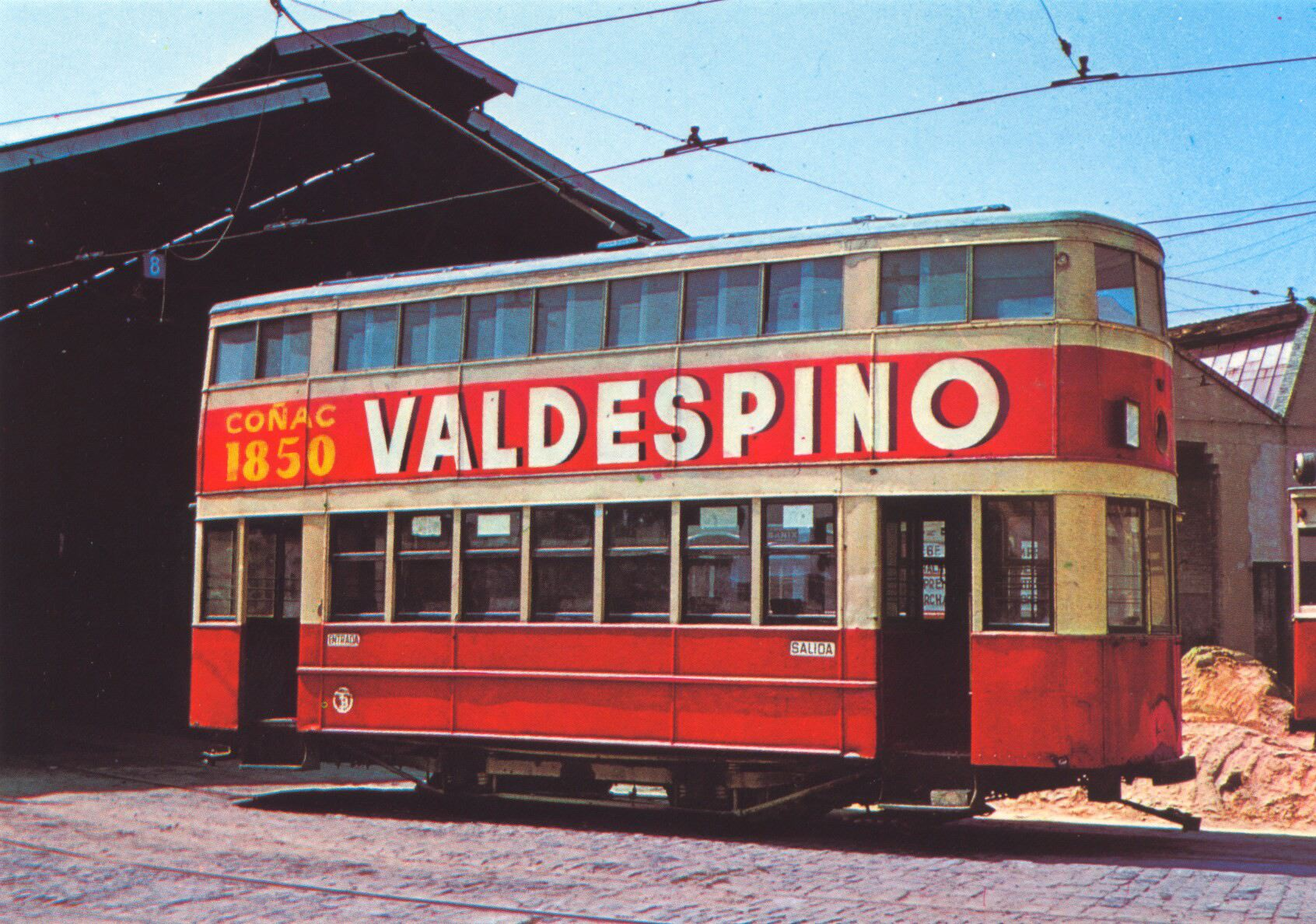
Doppeldeckwagen aus Barcelona (vor 1971)
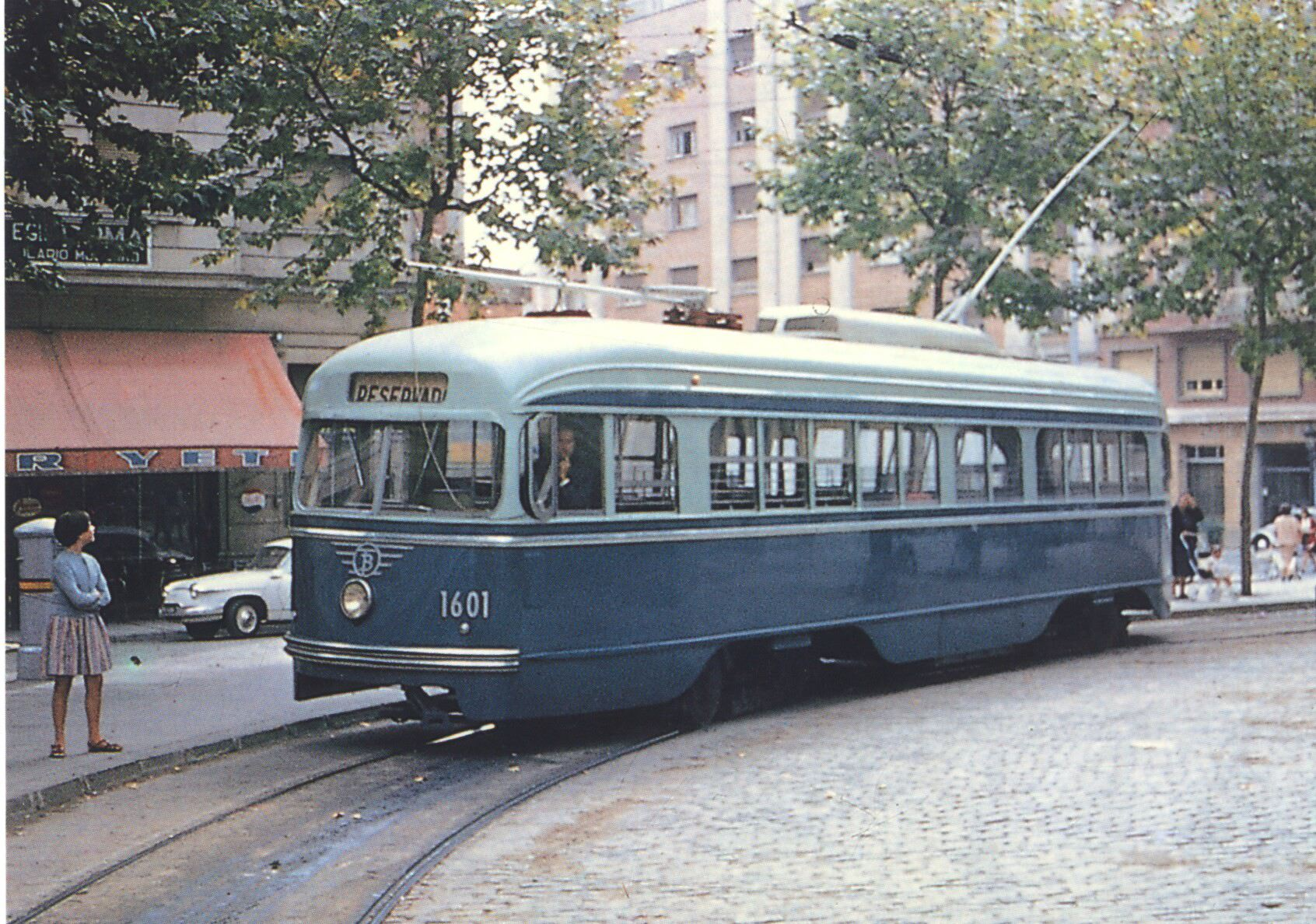
Ein PCC-Wagen in Barcelona von der St. Louis Car Company gebraucht gekauft aus Washington (60er und 70er Jahre)
Straßenbahnen in Barcelona (1970er Jahre)

### Zweites Netz ab 2004

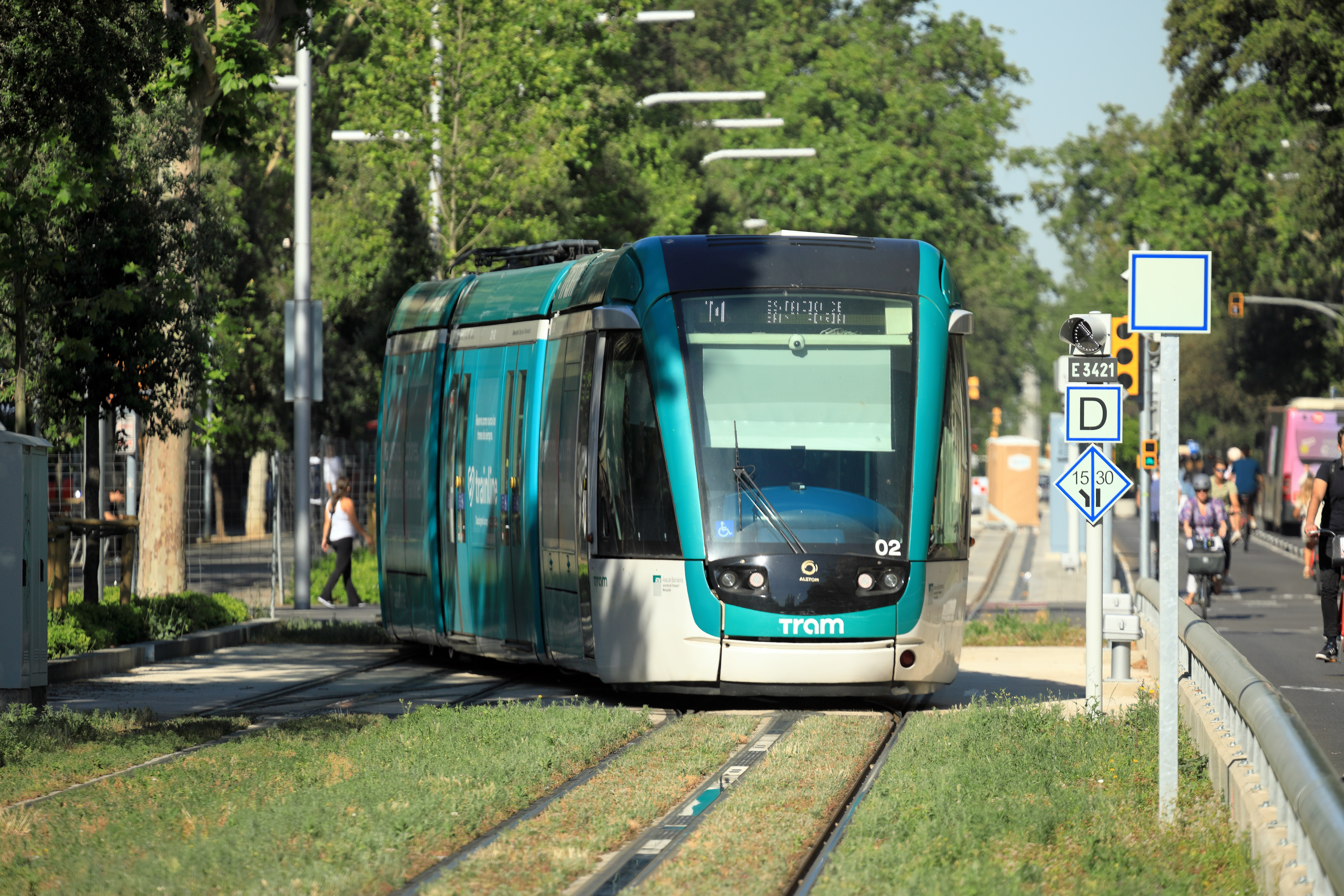
Im Boden mittig zwischen den Fahrscheinen verlegtes Stromsystem APS

Unter dem Eindruck der erfolgreichen Wiedereinführung von Straßenbahnsystemen in Frankreich ab Mitte der 1980er Jahre bemerkte man auch in Barcelona, dass durch die völlige Abschaffung der Straßenbahn eine Lücke im Nahverkehrsangebot entstanden war, die von Metro und Bus nicht vollständig geschlossen werden konnte.
Ab 1987 wurden Machbarkeitsstudien über eine moderne Stadtbahn („metro lleuger“) im Großraum Barcelona durchführt. 1989 schlug der städtische Verkehrsbetrieb TMB (Transports Metropolitans de Barcelona), der inzwischen die Stadtbusse und einen Teil der Metrolinien betreibt, den Bau einer modernen Straßenbahn entlang der breiten Avinguda Diagonal vor. In der politischen Diskussion Anfang der 1990er Jahre entstand der Plan einer Straßenbahn von der Avinguda Diagonal in die westlichen Vororte von Baix Llobregat.
1997 entstand versuchsweise eine 650 m lange, eingleisige Teststrecke auf dem Mittelstreifen der Avinguda Diagonal, auf der Probefahrten mit einem ausgeliehenen Straßenbahnwagen aus Grenoble (Alstom) und einem Siemens Combino durchgeführt wurden, die zufriedenstellend verliefen.
Nach Abschluss der Detailplanungen wurde der Bau der Teilnetze Trambaix und Trambesòs beschlossen. Das katalanisch-französische Firmenkonsortium Tramvia Metropolità S.A. (Tram) unter Führung von Alstom gewann die Ausschreibungen für den Bau und den 25-jährigen Betrieb beider Netze. Am 22. Juni 2001 erfolgte der erste Spatenstich für den Bau des Netzes Trambaix, am 10. Januar 2003 begannen die Bauarbeiten für das Teilnetz Trambesòs. Beide wurden 2004 eröffnet. Als erster Abschnitt der Verbindung der beiden Teilnetze ging am 10. November 2024 die 1,7 km lange Strecke Glòries – Verdaguer in Betrieb. Nachdem zuvor zur Energiezuführung stets Oberleitung verwendet wurde, kam auf diesem Abschnitt das Stromschienensystem Alimentation par le sol (APS) zur Anwendung. Dafür wurden zunächst 18 der 41 von 2003 bis 2011 beschafften Citadis 302 mit entsprechenden Stromabnehmern nachgerüstet. Darüber hinaus wurden drei Citadis 305 ebenfalls mit APS-Ausrüstung bestellt, deren Auslieferung im Januar 2025 begann. Sie wurden als Baureihe 311 eingeordnet.